# 23 березня
23 березня — 82-й день року (83-й у високосні роки) в григоріанському календарі. До кінця року залишається 283 дні.

## Свята і пам'ятні дні

### Міжнародні
- Всесвітній день атеїста[1]
- ВМО — Всесвітній метеорологічний день[2]

### Національні
- Пакистан: День Пакистану[en]
- Болівія: День моря
- Україна: День лелек
- Данія,  Норвегія: Вастлавьї
- Азербайджан: День Міністерства екології та День природних ресурсів
- Малайзія  — День султана Джохора. Святкується з 2015 року на честь коронації султана Ібрагима Ісмаїла

## Іменини
✙ Православні: Никон, Лідія.
✝  Католицькі: Ребекка Петра

## Події

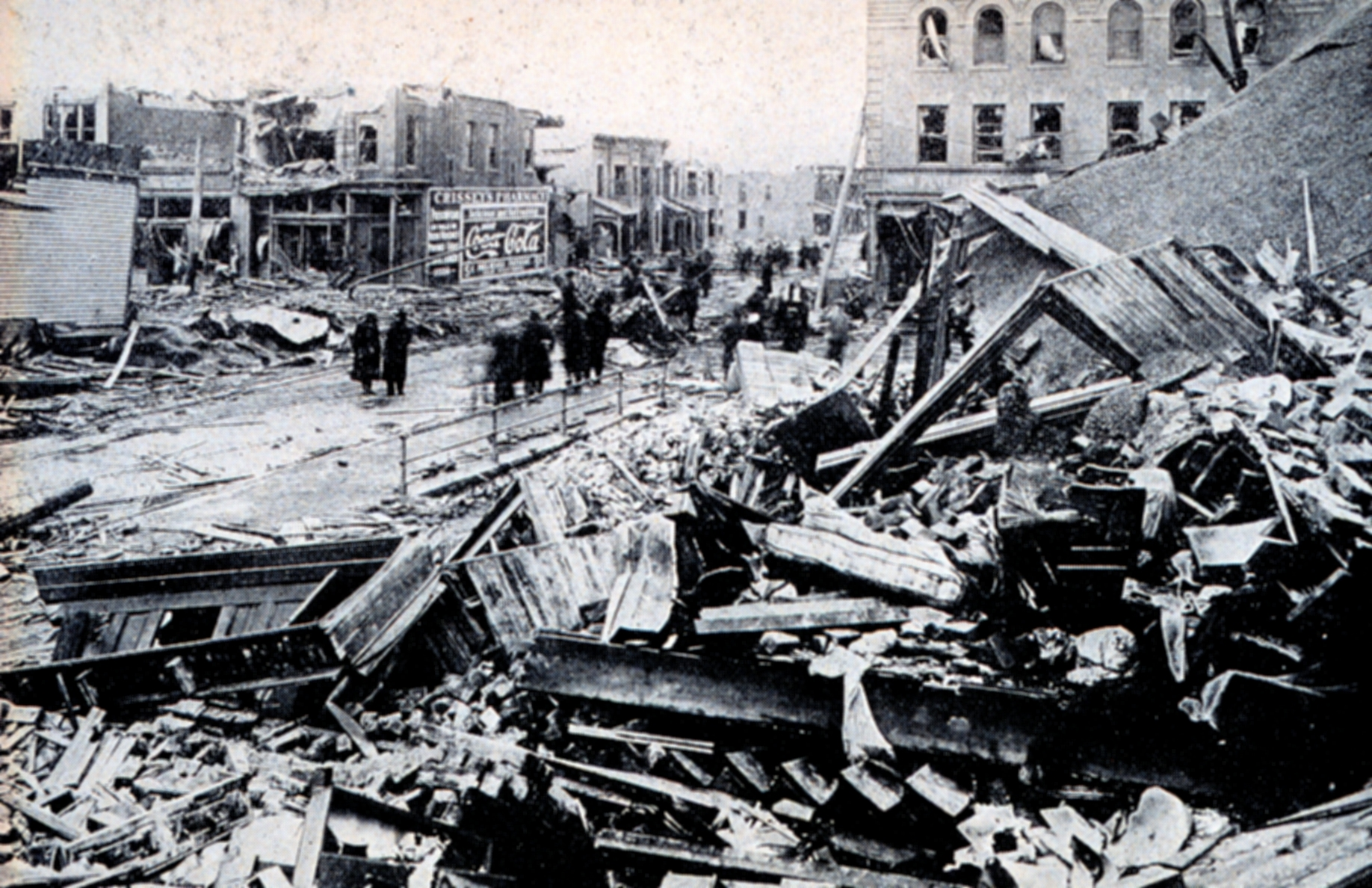
Зруйнована торнадо Омаха

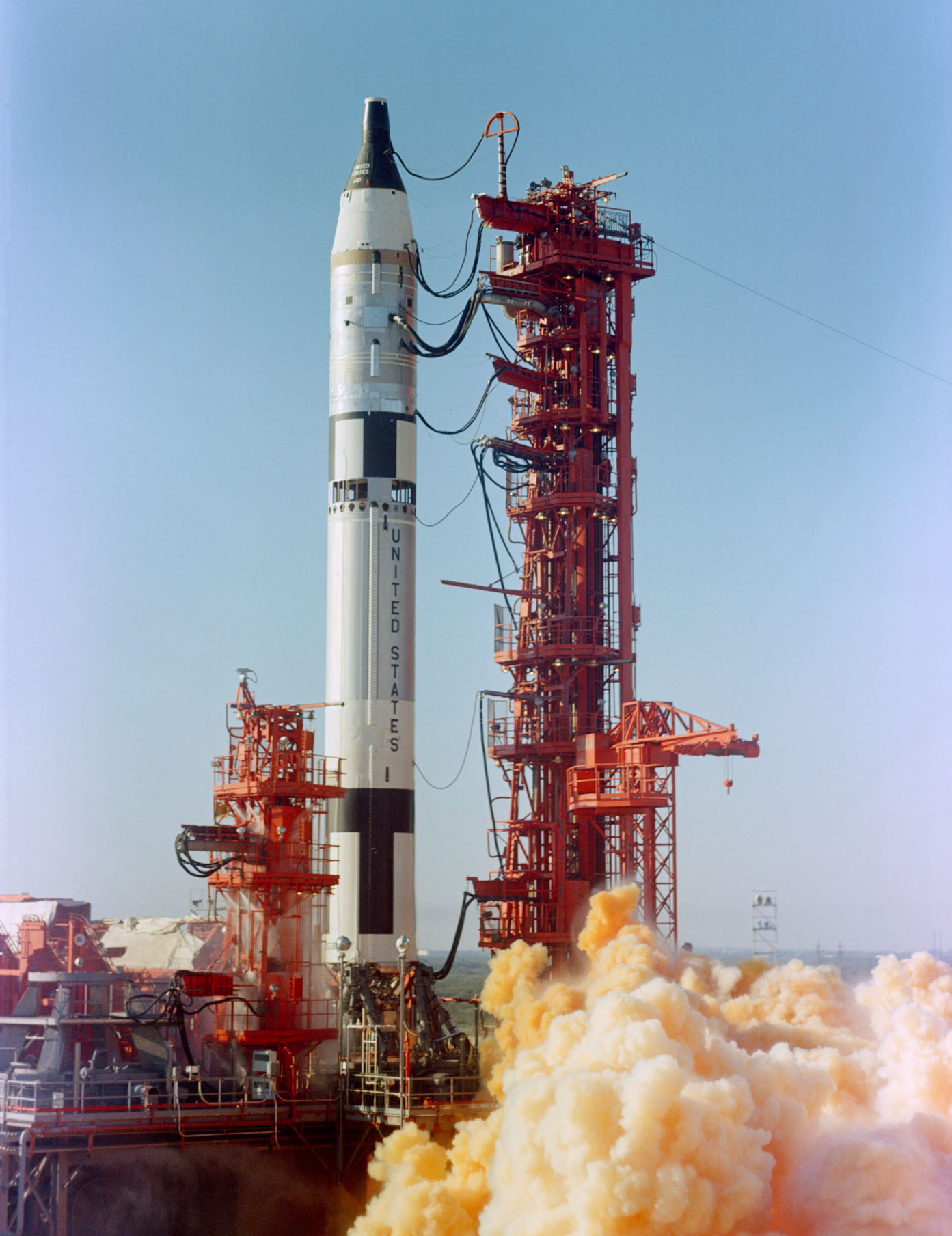

- 625 — відбулась битва біля гори Ухуд (північно-західна частина Аравійського півострова) між воїнами мусульманської умми Медини на чолі з пророком Мухаммадом і курайшитами на чолі з Абу Суфіаном ібн Харбом з Мекки. Попри те, що мусульмани програли цю битву і відступили, курайшити врешті-решт програли війну
- 1153 — в Констанці на березі Боденського озера укладена угода поміж Фрідріхом I Барбароссою і Папою Римським Євгенієм III. Папа сподівався на допомогу Фрідріха проти бунтівних римлян, але так її і не дочекався
- 1324 — Папа Римський Іван XXII відлучив від церкви німецького імператора Людовика Баварського. Протистояння Папи та імператора почалось за кілька років до цієї події і продовжувалось з перемінним успіхом ще не один рік опісля.
- 1400 — п'ятирічного в'єтнамського імператора Чан Тхьеу Де (Trần Thiếu Đế) змусили зріктися престолу на користь діда по матері, державного чиновника Хо Куї Лі. Так припинила своє існування династія Чан, що правила В'єтнамом майже 175 років
- 1513 — Республіка Венеція вступила до Священної Ліги і у Союзі з Лігою боролася з французькими військами Людовика XII
- 1534 — після довгої дипломатичної тяганини Папа Римський Климент VII урешті-решт оголосив, що одруження короля Англії Генріха VIII з Катериною Арагонською залишається в силі і церква не дасть королю розлучення. На цей час Генріх VIII вже розлучився з Катериною і одружився з Анною Болейн. З цього моменту зв'язки між англіканською церквою та Ватиканом були офіційно припинені
- 1568 — Катерина Медичі і Карл IX Валуа уклали мирний трактат в Лонжимо, закінчилась друга французька релігійна війна
- 1743 — в лондонському королівському театрі Ковент-Гарден була виконана ораторія Георга Генделя «Месія»
- 1841 — в мансарді Королівського політехнічного інституту на Ріджент Стріт, 309 у Лондоні успішний торгівець вугіллям і патентами Річард Біерд відкрив першу в Європі публічну фотографічну студію. Роком раніше подібний заклад був створений американцем Олександром Волкотом у Нью-Йорку
- 1849 — на світанку 85 000 війська сардинського короля Карла Альберта під командуванням генерала Хржановського було вщент розгромлене австрійською армією фельдмаршала Радецького в ході вирішальної битви під Новарою. Сардинське королівство програло Першу італійську війну за незалежність Австрійській імперії і виплатило 65 млн франків контрибуції австрійцям.
- 1857 — Елайша Грейвз Отіс провів публічні випробування першого в світі безпечного пасажирського ліфту в п'ятиповерховому універмазі Едера Гоґвуда на Бродвеї у Нью-Йорку. Гідравлічний ліфт коштував близько $300, розвивав швидкість 0,20 м/с і приводився в рух від парової машини, встановленої в підвалі будинку.
- 1868 — засновано Університет Каліфорнії (UC).
- 1869 — вчена рада Лейпцигського університету надала Фрідріху Ніцше докторську степінь за сукупністю опублікованих ним наукових статей.
- 1876 — електротехнік і винахідник Павло Яблочков запатентував електричну лампочку.
- 1891 — у Великій Британії вперше використана сітка для футбольних воріт.
- 1903 — брати Райт подали патентну заявку на «літальну машину», що була задоволена 22 травня 1906.
- 1906 — в Російській імперії дозволили вільне переселення селян.

- 1913 — потужний торнадо четвертої категорії зруйнував значну частину міста Омаха, штат Небраска, США. 94 особи загинули, завдано збитків на 8 млн доларів
- 1918 — Українська Центральна Рада оголосила українську мову мовою діловодства
- 1919 — у Мілані журналіст Беніто Муссоліні провів установчі збори нової політичної партії «Італійський союз боротьби» (італ. Fasci italiani di combattimento) і прийняв титул дуче. Цей день вважають днем народження італійського фашизму
- 1928 — Кам'янець-Подільську фортецю оголосили історико-культурним заповідником
- 1933 — на засіданні Рейхстагу в залі берлінського оперного театру «Крола» 441 голосом «за» проти 84 «проти» прийнято закон «Про ліквідацію тяжкого становища народу і держави». Гітлер отримав надзвичайні повноваження диктатора
- 1935 — президент США Франклін Рузвельт підписав Конституцію Філіппін. Республіка Філіппіни отримала статус автономії у складі США
- 1939 — Угорщина напала на Словаччину, що мало вплив на кордони сучасної України
- 1944 — засновано Київський ботанічний сад Академії наук УРСР
- 1950 — засновано Всесвітню метеорологічну організацію. Цю дату відзначають як Всесвітній метеорологічний день.
- 1956 — за новою конституцією Пакистан перестав бути британським домініоном, проголошений ісламською республікою з федеративним устроєм, урду та бенгальська стали державними мовами.
- 1963 — у Великій Британії вийшов перший альбом гурту «The Beatles» «Please Please Me»

- 1965 — о 09:24 (EST) зі стартової платформи LC19 на мисі Канаверал успішно стартувала ракета Титан з пілотованим космічним кораблем Джеміні-3 з двома астронавтами на борту. Астронавт Вірджіл Гріссом став першою людиною, яка побувала у космосі двічі
- 1966 — у Римі вперше за 400 років відбулася офіційна зустріч Папи Римського й архієпископа Кентерберійського
- 1983 — президент США Рональд Рейган проголосив «Стратегічну оборонну ініціативу» у холодній війні з СРСР
- 1988 — Верховна Рада СРСР відмовила Вірменії в передачі їй Нагорного Карабаху
- 1990 — у відповідь на рішення про вихід Литовської РСР з СРСР до Вільнюса були введені радянські танки
- 1994 — у Брюсселі підписали договір про співпрацю між Україною і Європейським Союзом
- 1997 — у Маямі під час хірургічної операції 10-місячній італійській дівчинці пересаджено сім органів — рекордна кількість для однієї операції
- 1998 — фільм «Титанік» отримав 11 «Оскарів»
- 2001 — орбітальна станція «Мир» затоплена на «кладовищі космічних кораблів» у Тихому океані
- 2005 — російський десантний корабель «Микола Фільченков» перетнув державний кордон України в районі міста Феодосія й без дозволу Києва почав висадку на полігон біля гори Опук десанту морської піхоти Чорноморського флоту
- 2011 — обраний новий предстоятель УГКЦ. Ним став Верховний Архієпископ Києво-Галицький Святослав (Шевчук)
- 2013 — внаслідок циклону з Балкан рекордний снігопад у Києві практично паралізував рух транспорту на вулицях. Випало понад 50 см снігу. В місті оголошений надзвичайний стан
- 2020 — Українська Вікіпедія досягла мільйона статей

## Народились
Дивись також Категорія:Народились 23 березня
- 1430 — Маргарита Анжуйська, англійська королева, дружина Генріха VI.
- 1514 — Лоренціно Медічі, італійський політик та письменник («Апологія»).
- 1749 — П'єр Симон Лаплас, французький астроном, математик.
- 1785 — Ян Голий, словацький поет.
- 1826 — Людвіг Мінкус (справжнє ім'я Алойзій Людвіг), композитор.
- 1832 — Ілля Казас, караїмський просвітитель, педагог і поет.
- 1876 — Григорій Ільїнський, український та радянський учений, філолог-славіст, історик, археограф, етнограф, педагог, приват-доцент кафедри славістики Харківського університету (1907—1909). Жертва сталінських репресій.
- 1881 — Роже Мартен дю Ґар, французький письменник, лауреат Нобелівської премії 1937 року.
- 1882 — Еммі Нетер, німецька математик, найбільш відома своїм внеском у абстрактну алгебру і теоретичну фізику.
- 1900 — Еріх Фромм, американський психоаналітик, філософ, лідер неофрейдзиму («Утеча від свободи»).
- 1905 — Джоан Кроуфорд американська акторка німого й звукового кіно.
- 1908 — Архип Люлька, академік, конструктор авіаційних двигунів.
- 1910 — Акіро Куросава, японський кінорежисер.
- 1912 — Вернер фон Браун, німецький і американський конструктор, засновник ракетобудування.
- 1919 — Тарсикія Мацьків, монахиня-служебниця, блаженна УГКЦ.
- 1921 — Дональд Кемпбелл, британський гонщик, неодноразово встановлював рекорди швидкості на суходолі і воді. Загинув під час чергової спроби встановити рекорд швидкості на воді.
- 1922 — Уго Тоньяцці, італійський кіноактор.
- 1926 — Ґоміашвілі Арчил Михайлович, актор театру та кіно (Бендер Остап у фільмі «Дванадцять стільців» Леоніда Гайдая).
- 1931 — Віктор Корчной, шахіст, чотириразовий чемпіон СРСР.
- 1934 — Євген Клячкін, бард.
- 1935 — Семен Кац, бард.
- 1943 — Джордж Бенсон, американський джазовий музикант, співак, лауреат премії «Греммі».
- 1944 — Майкл Лоуренс Наймен, британський композитор.
- 1948 — Браха Ліхтенберг Еттінґер, ізраїльська художниця, теоретик, філософ, психоаналітик і письменниця.
- 1949 — Рік Окейсек, гітарист і композитор американського гурту «The Cars».
- 1953 — Чака Хан (справжнє ім'я Керол Іветта Марія Стівенс), американська співачка.
- 1956 — Жозе Мануел Баррозу, прем'єр-міністр Португалії (2002—2004), голова Європейської Комісії (2004—2014).
- 1965 — Тарас Денисенко, український актор, сценарист, режисер.
- 1968 — Деймон Алберн, англійський музикант, лідер гурту Blur, співзасновник Gorillaz.
- 1970 — Богдан Либа, український музикант, композитор, звукорежисер. Стояв біля витоків гуртів «Скрябін» та «Форте».

## Померли

Іван Кулжинський

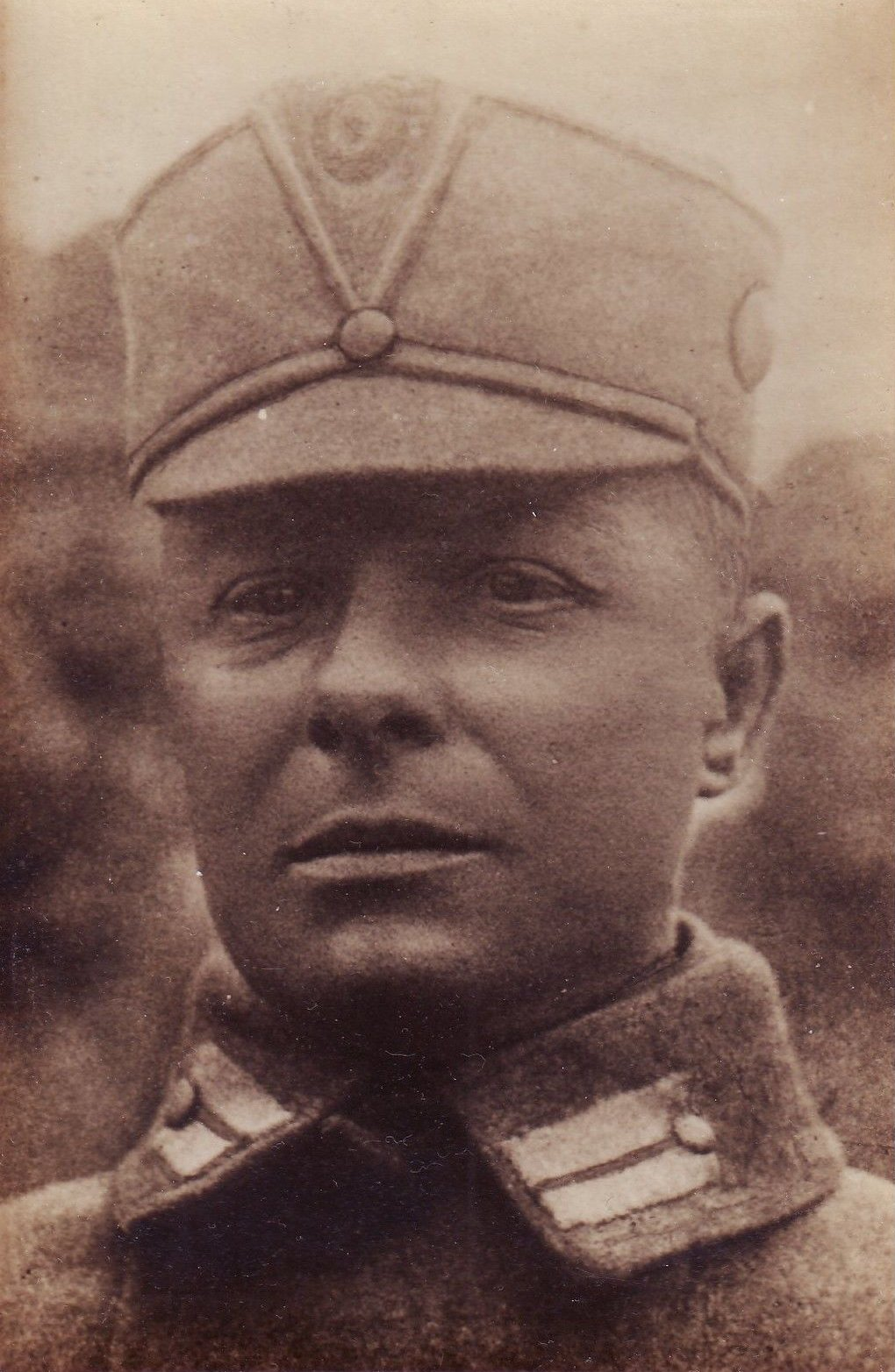
Омелян Левицький

Дивись також Категорія:Померли 23 березня
- 1223 — Афонсу II, король Португалії.
- 1555 — Юлій III (Джанмарія Чоккі дель Монте), Папа Римський.
- 1589 — Мартін Кромер, польський богослов, дипломат, автор історичної хроніки Польщі.
- 1842 — Фредерік Стендаль, французький письменник, автор роману«Червоне і чорне».
- 1884 — Іван Кулжинський, український педагог, письменник, історик, етнограф.
- 1917 — Омелян Левицький — український політичний і військовий діяч, сотник Гуцульської сотні УСС.
- 1921 — Лоран Жан-Поль, французький живописець, скульптор і графік.
- 1938 — Никифор Чумак, український бандурист, репресований.
- 1946 — Гілберт Ньютон Льюїс, американський фізик та хімік.
- 1961 — Валентин Бондаренко, радянський льотчик-винищувач, перший загиблий космонавт СРСР.
- 1982 — Олександр Сидоренко, український геолог.
- 1991 — Василь Лев, український мовознавець та історик літератури.
- 1992 — Фрідріх Гаєк, австрійський економіст, нобелівський лауреат.
- 1994 — Джульєтта Мазіна, італійська кіноактриса, дружина режисера Федеріко Фелліні.
- 2001 — Девід Фрейзер МакТаґарт, засновник, керівник і головний натхненник екологічної організації Greenpeace.
- 2011 — Елізабет Тейлор, англо-американська акторка.
- 2015 — Лі Куан Ю, державний діяч, один із творців сінгапурського «економічного дива».
- 2016 — Аарон Мегед, ізраїльський письменник і драматург.
- 2022 — Рейвен Алексіс, американська порноакторка.